# Вагенгаузен (Рейнланд-Пфальц)
Вагенгаузен (нім. Wagenhausen) — громада в Німеччині, розташована в землі Рейнланд-Пфальц. Входить до складу району Кохем-Целль. Складова частина об'єднання громад Ульмен.
Площа — 1,8 км2. Населення становить 59 ос. (станом на 31 грудня 2020).